# Mathonville
Mathonville é uma comuna francesa na região administrativa da Normandia, no departamento de Sena Marítimo. Estende-se por uma área de 4,05 km². Em 2010 a comuna tinha 324 habitantes (densidade: 80 hab./km²).